# Bolesław Baranowski (chemik)
Bolesław Julian Baranowski (ur. 30 listopada 1911 we Lwowie, zm. w kwietniu 1940 w Katyniu) – polski chemik, podporucznik rezerwy piechoty Wojska Polskiego, ofiara zbrodni katyńskiej.

## Życiorys
Urodził się jako syn Piotra i Bronisławy, z domu Zamojska. Ukończył studia na Wydziale Matematyczno-Przyrodniczym Uniwersytetu Jana Kazimierza we Lwowie w 1934 uzyskując tytuł magistra. Od 1935 do 1939 był asystentem na Wydziale Chemii Politechniki Lwowskiej.
Został absolwentem Szkoły Podchorążych Rezerwy Piechoty we lwowskim 19 pułku piechoty w 1932. Został awansowany do stopnia podporucznika ze starszeństwem z dniem 1 stycznia 1936. Został przydzielony do 6 pułku strzelców konnych. Według Leszka Włodka posiadał przydział do kadry 10 oddziału uzbrojenia.
Po wybuchu II wojny światowej, kampanii wrześniowej i agresji ZSRR na Polskę z 17 września 1939 został aresztowany przez Sowietów. Następnie był przetrzymywany w obozie jenieckim w Kozielsku. Wraz z nim byli osadzeni inni pochodzący z Sanoka żołnierze, m.in. Zbigniew Przystasz, który wspominał o nim w ocalonym pamiętniku pisanym w obozie (obaj odbywali tam wspólnie dyżury) oraz zapisał pod datą 5 kwietnia 1940 fakt jego wywiezienia z obozu. Wówczas Baranowski został wywieziony do Katynia i rozstrzelany przez funkcjonariuszy Obwodowego Zarządu NKWD w Smoleńsku oraz pracowników NKWD przybyłych z Moskwy na mocy decyzji Biura Politycznego KC WKP(b) z 5 marca 1940. Pogrzebano go w bezimiennej mogile zbiorowej, gdzie od 28 lipca 2000 mieści się oficjalnie Polski Cmentarz Wojenny w Katyniu. W Lesie Katyńskim prowadzone były ekshumacje i prace archeologiczne. W 1943 jego ciało w mundurze zostało zidentyfikowane w toku ekshumacji prowadzonych przez Niemców pod numerem 1470, a przy zwłokach znaleziono fragmenty legitymacji.

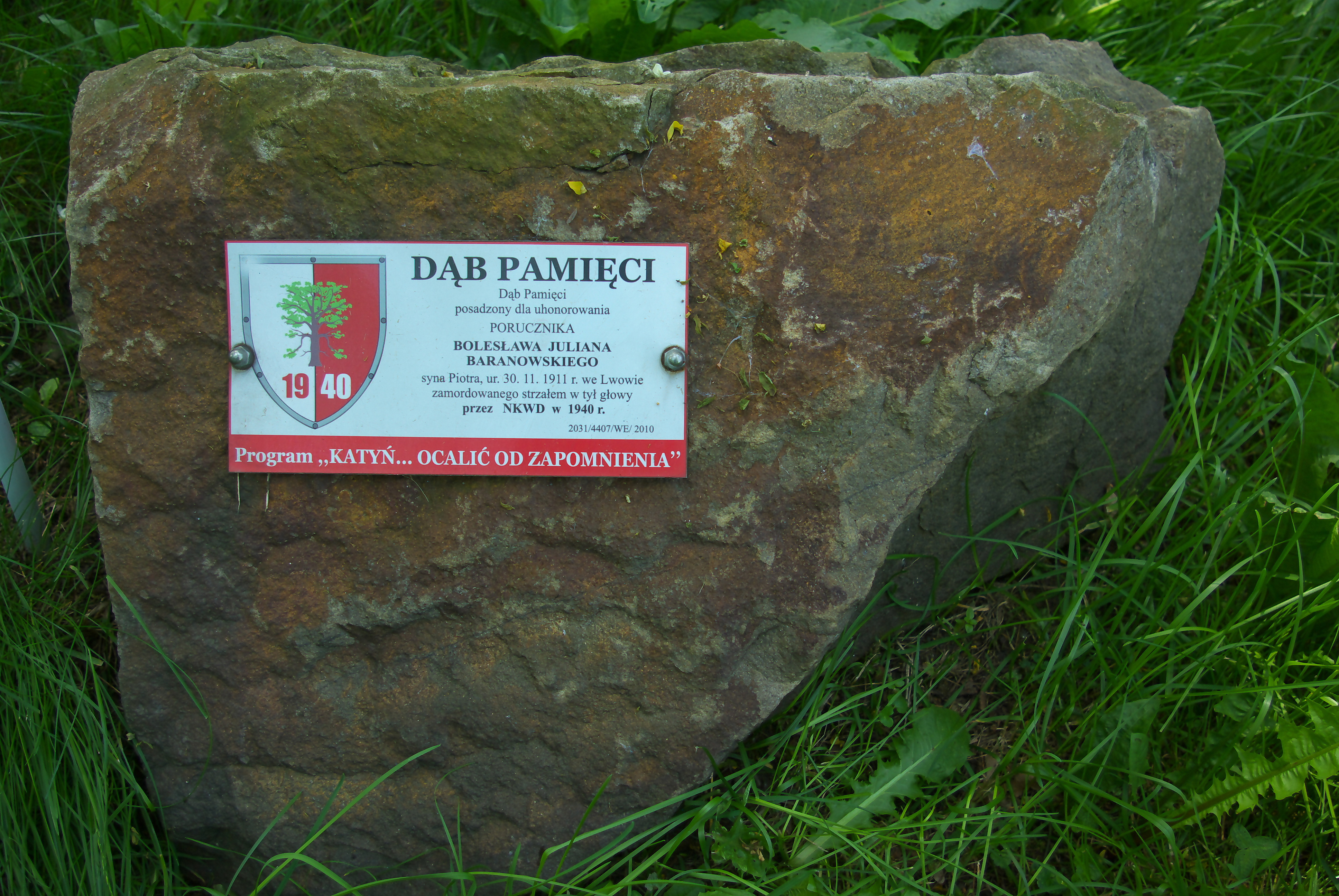
Kamień pamiątkowy przy Dębie Pamięci honorującym Bolesława Baranowskiego w Trepczy.

## Upamiętnienie
5 października 2007 minister obrony narodowej Aleksander Szczygło mianował go pośmiertnie na stopień porucznika. Awans został ogłoszony 9 listopada 2007 w Warszawie, w trakcie uroczystości „Katyń Pamiętamy – Uczcijmy Pamięć Bohaterów”.
30 maja 2010, w ramach akcji „Katyń... pamiętamy” / „Katyń... Ocalić od zapomnienia”, Bolesław Baranowski został uhonorowany poprzez zasadzenie Dębu Pamięci w Kwaterze Katyńskiej Parku Kwitnąca Akacja w Trepczy (Bolesława Baranowskiego uczcił klub sportowy UKS „Grodzisko”).